# Isaiah Canaan
Isaiah Canaan (Biloxi, 21 de maio de 1991) é um jogador norte-americano de basquete profissional. seu último clube foi o Phoenix Suns, disputando a National Basketball Association (NBA).Foi escolhido pelo Houston Hockets na segunda rodada do draft da NBA em 2013.